# 31 март
31 март е 90-ият ден в годината според григорианския календар (91-ви през високосна). Остават 275 дни до края на годината.

## Събития
- 307 г. – След като се развежда с Минервина, император Константин Велики се жени за Фауста, дъщерята на някогашния римски император Максимиан.
- 1078 г. – С бунт на армията е свален императорът на Византия Михаил VII и е изпратен за епископ.
- 1282 г. – Избухва Сицилианската вечерня.
- 1492 г. – Издаден е Алхамбрайският декрет на Фердинанд и Изабела за изгонване на евреите от Испания.
- 1661 г. – Херцогинята на Орлеан Хенриета-Анна Стюарт сключва брак с орлеанския херцог Филип I.
- 1790 г. – Максимилиан Робеспиер е избран за президент на Якобинския клуб.
- 1848 г. – Във Франкфурт на Майн започва Общогерманско събрание, което продължава една година и неуспешно се опитва да създаде Германска империя.
- 1878 г. – На базата на Опълчението е създадена Българска земска войска, която по-късно става Българска армия.

- 1885 г. – Великобритания обявява за свой протекторат територията на днешната Ботсвана.
- 1889 г. – Айфеловата кула е официално открита и осветена.
- 1894 г. – Основан е норвежкият футболен клуб Од Гренлан.
- 1903 г. – Съставено е двадесет и петото правителство на България, начело със Стоян Данев.
- 1916 г. – В 24 часа България преминава от Юлиански към Грегориански календар и вместо 1 април настъпва 14 април.
- 1917 г. – САЩ купуват от Дания група острови в Карибско море за $25 млн., които по-късно преименуват на Американски Вирджински острови.
- 1919 г. – Основан е италианският футболен клуб от град Нови Лигуре Новезе.
- 1923 г. – Третият Държавен съд произнася присъди на министрите от кабинета на Васил Радославов за участието на България в Първата световна война; шестима са осъдени на доживотен затвор, а останалите – от 10 до 15 години затвор.
- 1931 г. – Разрушително земетресение в Манагуа (Никарагуа) отнема живота на над 2000 души.
- 1940 г. – Образувана е Карело-Финската съветска социалистическа република.
- 1942 г. – Започва Третата офанзива срещу Титовите партизани.
- 1943 г. – Мюзикълът Оклахома се появява на Бродуей и става тотален хит с 2212 изпълнения.
- 1944 г. – Втора световна война: Създадена е Група армии „Южна Украйна“.
- 1946 г. – Съставено е второ правителство на Кимон Георгиев.
- 1949 г. – Основана е италианската компания Абарт.
- 1949 г. – Остров Нюфаундленд се присъединява към Канада.
- 1953 г. – Делото срещу лекарите е закрито.
- 1964 г. – Генерал Умберту Кастелу Бранку установява диктатура в Бразилия.
- 1966 г. – Изстрелян е съветският Луна 10 – първият апарат влязъл в орбита около Луната.
- 1967 г. – Джими Хендрикс изгаря за първи път своята китара в лондонската зала „Астория“. По-късно е заведен в болница заради изгаряния по ръцете.
- 1972 г. – Състои се премиерата на българския игрален филм „Стихове“.
- 1972 г. – Състои се премиерата на българския игрален филм „Сърце човешко“.
- 1979 г. – Последният британски войник напуска Малта – денят е обявен за Ден на свободата.
- 1986 г. – Самолетът при полет 940 на „Мехикана де Авиасион“ се разбива в планинската верига Западна Сиера Мадре и убива 167 души.
- 1991 г. – В Албания се провеждат първите многопартийни избори.
- 1992 г. – Република Башкирия, Република Тува и Калмикската автономна съветска социалистическа република стават членове на Руската федерация.
- 1993 г. – Брендън Лий, синът на Брус Лий, загива по време на снимките на филма „Гарванът“.
- 1994 г. – Световната банка отпуска заем на България за преструктуриране на икономиката в размер на 100 млн. долара.
- 1995 г. – Самолетът при полет 371 на ТАРОМ се разбива малко след излитане от Букурещ и убива всички 60 души на борда.
- 1998 г. – Излиза една от най-добрите игри и стратегии на всички времена – StarCraft на Blizzard.
- 1999 г. – Състои се премиерата на американската романтична комедия „10 неща, които мразя в теб“.
- 1999 г. – Състои се премиерата на научнофантастичния екшън филм „Матрицата“.
- 2001 г. – Официално е открито Бразилското метро.
- 2005 г. – Открита е планетата Макемаке.
- 2005 г. – Принц Албер II поема ръководството на княжество Монако.
- 2018 г. – в Армения избухват протести срещу преизбирането на премиера Серж Саркисян.

## Родени
- 250 г. – Констанций I Хлор, римски император († 306 г.)
- 1499 г. – Пий IV, римски папа († 1565 г.)
- 1519 г. – Анри II, крал на Франция († 1559 г.)
- 1596 г. – Рене Декарт, френски математик († (1650)
- 1621 г. – Андрю Марвел, английски поет († 1678 г.)
- 1675 г. – Бенедикт XIV, римски папа († 1758 г.)
- 1718 г. – Мариана-Виктория Бурбон-Испанска, кралица на Португалия († 1781 г.)
- 1723 г. – Фредерик V, крал на Дания († 1766 г.)
- 1729 г. – Анри Луи Льокен, френски артист († 1778 г.)
- 1819 г. – Хлодвиг цу Хоенлое-Шилингсфюрст, немски политик († 1901 г.)
- 1823 г. – Александър Островски, руски драматург († 1886 г.)
- 1849 г. – Джеймс Тейлър Кент, американски хомеопат († 1916 г.)
- 1868 г. – Карл Бонхофер, немски невролог († 1948 г.)
- 1869 г. – Анри Клод, френски психиатър († 1946 г.)
- 1871 г. – Артър Грифит, президент на Ирландия († 1922 г.)
- 1872 г. – Сергей Дягилев, руски импресарио († 1929 г.)
- 1882 г. – Корней Чуковски, руски писател († 1969 г.)
- 1885 г. – Жул Паскин, български художник († 1930 г.)
- 1890 г. – Уилям Лорънс Браг, австралийски физик, Нобелов лауреат през 1915 г. († 1971 г.)
- 1897 г. – Вернер Мумерт, немски офицер († 1950 г.)
- 1903 г. – Тодор Герасимов, български археолог († 1974 г.)
- 1906 г. – Шиничиро Томонага, японски физик, Нобелов лауреат през 1965 г. († 1979 г.)
- 1914 г. – Октавио Пас, мексикански писател, Нобелов лауреат през 1990 г. († 1998 г.)
- 1926 г. – Джон Фаулз, английски писател († 2005 г.)
- 1931 г. – Иван Стайков, български композитор († 2020 г.)
- 1931 г. – Катя Чукова, българска актриса († 2012 г.)
- 1932 г. – Джон Джейкс, американски писател († 2023 г.)
- 1934 г. – Карло Рубия, италиански физик, Нобелов лауреат
- 1934 г. – Ричард Чембърлейн, американски актьор († 2025 г.)
- 1935 г. – Хуберт Фихте, немски писател († 1986 г.)
- 1935 г. – Хърб Арпърт, американски тромпетист
- 1936 г. – Трифон Пашов, български политик († 2010 г.)
- 1937 г. – Димитър Тасев, български художник
- 1939 г. – Звияд Гамсахурдия, първият президент на Грузия († 1993 г.)
- 1943 г. – Кристофър Уокън, американски актьор
- 1946 г. – Киран Коларов, български режисьор
- 1948 г. – Ал Гор, вицепрезидент на САЩ, Нобелов лауреат през 2007 г.
- 1948 г. – Иван Яхнаджиев, български художник
- 1950 г. – Андраш Адорян, унгарски шахматист († 2023 г.)
- 1953 г. – Париз Паризов, български педагог
- 1954 г. – Тодор Атанасов, български футболист († 2020 г.)
- 1955 г. – Ангъс Йънг, австралийски музикант (AC/DC)
- 1955 г. – Гьоко Хаджиевски, македонски футболен треньор
- 1955 г. – Филип Димитров, министър-председател на България
- 1962 г. – Мустафа Хаджи, главен мюфтия на България
- 1962 г. – Оли Рен, финландски политик
- 1964 г. – Николай Илиев, български футболист
- 1971 г. – Юън Макгрегър, шотландски актьор
- 1974 г. – Стефан Олсдал, шведски музикант („Пласибо“)
- 1979 г. – Алексис Фереро, аржентински футболист
- 1984 г. – Елен Колева, българска актриса
- 1987 г. – Божидар Митрев, български футболист

## Починали
- 32 пр.н.е. г. – Тит Помпоний Атик, римски конник (* 110 пр.н.е. г.)
- 1340 г. – Иван I, велик московски княз (* 1288 г.)
- 1547 г. – Франсоа I, крал на Франция (* 1494 г.)
- 1621 г. – Филип III Испански, крал на Испания (* 1578 г.)
- 1631 г. – Джон Дън, английски поет (* 1572 г.)
- 1727 г. – Исак Нютон, английски физик (* 1643 г.)
- 1812 г. – Осип Второв, руски офицер (* ? г.)
- 1837 г. – Джон Констабъл, английски художник (* 1776 г.)
- 1855 г. – Шарлот Бронте, британска писателка (* 1816 г.)
- 1860 г. – Еварист Юк, френски монах (* 1813 г.)
- 1880 г. – Хенрик Виенявски, полски композитор (* 1835 г.)
- 1894 г. – Павел Яблочков, руски изобретател (* 1847 г.)
- 1904 г. – Василий Верешчагин, руски живописец (* 1842 г.)
- 1907 г. – Лео Таксил, френски писател (* 1854 г.)
- 1914 г. – Кристиан Моргенщерн, немски поет (* 1871 г.)
- 1913 г. – Джон Пирпонт Морган, американски предприемач (* 1837 г.)
- 1917 г. – Емил фон Беринг, немски учен, първият носител (1901 г.) на Нобелова награда за физиология и медицина (* 1854 г.)
- 1918 г. – Лавър Корнилов, руски военачалник (* 1870 г.)
- 1927 г. – Мейбъл Колинс, британска писателка (* 1851 г.)
- 1929 г. – Илия Бадрев, български революционер (* 1882 г.)
- 1936 г. – Иван Москов, български революционер (* 1888 г.)
- 1937 г. – Ахмед Изет паша, османски военачалник (* 1864 г.)
- 1938 г. – Васил Карагьозов, български политик (* 1856 г.)
- 1941 г. – Иван Красновски, български юрист (* 1882 г.)
- 1942 г. – Иван Ермаков, руски психиатър († 1875 г.)
- 1943 г. – Павел Милюков, руски политик (* 1859 г.)
- 1945 г. – Ане Франк, еврейска писателка (* 1929 г.)
- 1945 г. – Ханс Фишер, германски химик, Нобелов лауреат през 1930 г. (* 1881 г.)
- 1946 г. – Джон Стендиш, британски военачалник (* 1886 г.)
- 1948 г. – Михали Апостолов, гръцки партизанин (* 1923 г.)
- 1948 г. – Петър Гърков, български революционер (* 1912 г.)
- 1951 г. – Валтер Шеленберг, немски военачалник (* 1910 г.)
- 1952 г. – Асен Илиев, български граничар (* 1929 г.)
- 1952 г. – Георги Стоименов, български граничар (* 1931 г.)
- 1952 г. – Стоил Косовски, български граничар (* 1931 г.)
- 1958 г. – Елзе Френкел-Брънсуик, австрийски психолог (* 1908 г.)
- 1962 г. – Оскар Мунцел, германски офицер (* 1899 г.)
- 1967 г. – Александър Бакулев, руски лекар (* 1890 г.)
- 1967 г. – Родион Малиновски, съветски маршал (* 1898 г.)
- 1970 г. – Семьон Тимошенко, съветски маршал (* 1895 г.)
- 1975 г. – Лесли Уайт, американски антрополог (* 1900 г.)
- 1975 г. – Олга Андровска, руска артистка (* 1898 г.)
- 1980 г. – Джеси Оуенс, американски лекоатлет (* 1913 г.)
- 1990 г. – Пиера Олание, френски лекар (* 1923 г.)
- 1993 г. – Брендън Лий, американски актьор (* 1965 г.)
- 1996 г. – Йовчо Караиванов, български певец (* 1926 г.)
- 2001 г. – Клифърд Шул, американски физик, Нобелов лауреат (* 1915 г.)
- 2002 г. – Слав Караславов, български писател (* 1932 г.)
- 2004 г. – Иван Костов, български геолог († 1913 г.)
- 2008 г. – Жул Дасен, американски кинорежисьор (* 1911 г.)
- 2010 г. – Димитър Русков, български хоров диригент (* 1925 г.)
- 2016 г. – Имре Кертес, унгарски писател, Нобелов лауреат през 2002 г. (* 1929 г.)
- 2016 г. – Заха Хадид, иракско-британски архитект (* 1950 г.)
- 2022 г. - Георги Атанасов, последният комунистически министър-председател на България (* 1933 г.)
- 2023 г. – Христо Живков, български актьор (* 1975 г.)[1]

## Празници
- Американски Вирджински острови – Ден на трансфера
- България – Боен празник на 3-ти Бдински пехотен полк
- Малта – Ден на свободата